# 長崎県道53号柚木三川内線
長崎県道53号柚木三川内線（ながさきけんどう53ごう ゆのきみかわちせん）は、長崎県佐世保市を通る県道（主要地方道）である

## 概要
佐世保市柚木町から佐世保市吉福町に至る。起点から終点まで全線片側1車線で、周辺には田園風景が広がっている。
本道の途中に位置する佐世保市里美町（さとよしちょう）は県内でも有数のゲンジボタルの生息地として知られ、成虫になる6月ごろには多くの観光客が訪れる。
国道35号と平行しており、里美町の里美トンネルの整備などが進められたことで、渋滞が多発しやすい国道35号・国道204号の迂回路線の役割を果たしている。
最近は西九州自動車道 佐世保三川内ICから世知原経由の長崎県道54号栗木吉井線と合わせて北松・平戸方面へ向かう道としても知られており、北松広域農道（北松やまびこロード）を併用した場合、平戸大橋までの所要時間を短縮することができる。

### 路線データ
- 起点：佐世保市柚木町（国道498号交点）
- 終点：佐世保市吉福町（横手入口交差点、国道35号交点）
- 総延長：13.2 km

## 歴史
- 1993年（平成5年）5月11日 - 建設省から、県道柚木停車場三川内線が柚木三川内線として主要地方道に指定される[1]。

## 路線状況

### 道路施設

#### 橋梁
- 曲目橋（小森川、佐世保市）

#### トンネル
起点から
- 川谷トンネル：延長158 m、1987年（昭和62年）竣工、佐世保市
- 里美トンネル：延長529 m、1992年（平成4年）竣工、佐世保市

## 地理

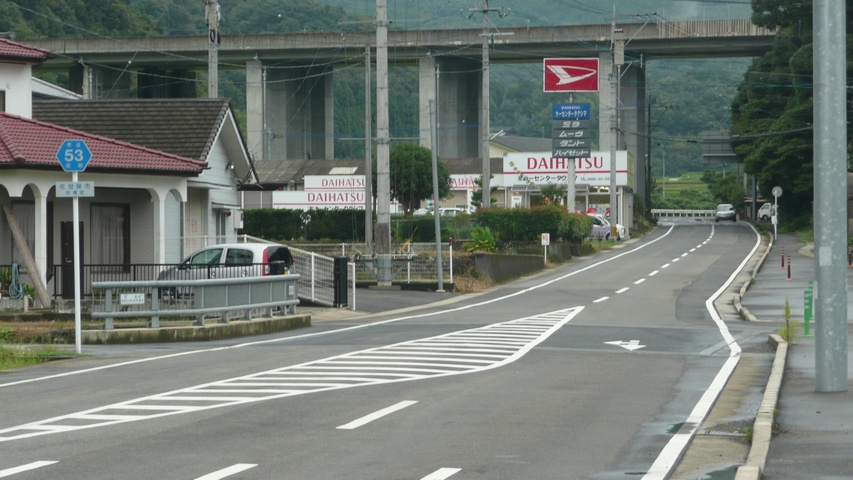
佐世保市吉福町（終点付近）

### 通過する自治体
- 佐世保市

### 交差する道路
| 交差する道路                      | 交差する場所 | 交差する場所          |
| --------------------------------- | ------------ | --------------------- |
| 国道498号                         | 柚木町       | 起点                  |
| 佐賀県道・長崎県道108号曲川心野線 | 心野町       |                       |
| 国道35号 国道202号 重複           | 吉福町       | 横手入口交差点 / 終点 |

### 沿線
- 佐世保市立柚木中学校